# Église Saint-Panteleimon d'Athènes
L’église Saint-Panteleimon est située rue Acharnon à Athènes en Grèce. Elle est dédiée à saint Pantaléon de Nicomédie,  médecin martyr au IVe siècle, dont la fête est le 27 juillet. Elle fait partie de l'archevêché d'Athènes.
Située au centre d'Athènes, elle est la plus grande église d'Athènes et l'une des plus grandes en Grèce : elle se trouve près de l'avenue d'Acharnès (Acharnon).
L'église a été mise en construction le 12 septembre 1910 et consacrée le 22 juin 1930. Les peintures de l'église ont été réalisées par Giánnis Karoúzos.